# (243285) Fauvaud
(243285) Fauvaud est un astéroïde de la ceinture principale.

## Description
(243285) Fauvaud est un astéroïde de la ceinture principale. Il fut découvert le 11 février 2008 à Nogales par Jean-Claude Merlin. Il présente une orbite caractérisée par un demi-grand axe de 3,48 UA, une excentricité de 0,04 et une inclinaison de 9,1° par rapport à l'écliptique.

## Compléments